# Омоконазол
Омоконазол — синтетичний протигрибковий препарат для місцевого застосування, що належить до підгрупи імідазолів класу азолів.

## Фармакологічні властивості
Омоконазол — синтетичний протигрибковий препарат, що належить до класу азолів широкого спектру дії. Препарат має як фунгіцидну, так і фунгістатичну дію, що залежить від концентрації препарату. Механізм дії омоконазолу полягає в пошкодженні клітинних мембран грибків, порушенні ліпідного обміну та проникності клітинної стінки грибків. До препарату чутливі грибки родів Candida spp, Trichophyton spp., Microsporum spp., Epidermophyton spp., Pityrosporum orbiculare, Aspergillus spp. Чутливими до омоконазолу є також частина грампозитивних бактерій (Corynebacterium minutissimus).

### Фармакокінетика
Омоконазол при місцевому застосуванні погано всмоктується через шкіру та слизову оболонку вагіни, системне всмоктування становить 2-3%, при запаленнях слизових оболонок цей відсоток може збільшуватись. Препарат створює високі концентрації лише в епідермісі та слизових оболонках. Омоконазол не створює високих концентрацій у крові та внутрішніх органах. Немає даних щодо проникнення омоконазолу через плацентарний бар'єр та виділення препарату в грудне молоко. Омоконазол метаболізується в печінці з утворенням неактивних метаболітів. Виводиться омоконазол з організму переважно нирками та з калом. Період напіввиведення препарату не досліджений.

## Показання до застосування
Омоконазол застосовується при кандидозі шкіри та слизових оболонок (у тому числі вульвіти, вульвовагініти, ураження ануса), різнобарвному лишаї, еритразмі, фолікулярній трихофітії, інтертригінозних дерматитах та інших дерматомікозах, викликаних збудниками роду Trichophyton, а також дерматитах, викликаних Corynebacterium minutissimus.

## Побічна дія
При застосуванні омоконазолу нечасто спостерігаються наступні побічні ефекти: подразнення та припікання шкіри, свербіж шкіри або слизових у місці застосування.

## Протипокази
Омоконазол протипоказаний при підвищеній чутливості до імідазолів. З обережністю препарат застосовують під час вагітності. Під час лікування омоконазолом рекомендовано припинити годування грудьми.

## Форми випуску
Омоконазол випускається у вигляді вагінальних супозиторіїв по 0,3 та 0,9 г та 1% крему для зовнішнього застосування по 20 г.